# رموز اليمن الوطنية

سد مأرب وشجرة البن على درع شعار اليمن

الرموز الوطنية لليمن هي أعلام أو أيقونات أو أشكال تعبير ثقافية رسمية وغير رسمية تعتبر رمزية أو ممثلة أو مميزة لليمن وثقافته.

## الرموز
| الرمز          | اسم الرمز              | صورة                                                  |
| -------------- | ---------------------- | ----------------------------------------------------- |
| العلم الوطني   | علم الجمهورية اليمنية  |                                                       |
| الشعار الوطني  | شعار الجمهورية اليمنية |                                                       |
| النشيد الوطني  | الجمهورية المتحدة      | United Republic مشاكل في التشغيل؟ طالع مساعدة:وسائط . |
| الشجرة الوطنية | البن العربي            |                                                       |
| الشجرة الوطنية | شجرة دم الأخوين        |                                                       |
| الطائر الوطني  | صقر سقطرى              |                                                       |
| الحيوان الوطني | النمر العربي           |                                                       |